# Pseudohydromys berniceae
Pseudohydromys berniceae  (Helgen & Helgen, 2009) è un roditore della famiglia dei Muridi endemico della Nuova Guinea.

## Descrizione

### Dimensioni
Roditore di piccole dimensioni, con la lunghezza della testa e del corpo tra 70 e 80 mm, la lunghezza della coda tra 79 e 88 mm, la lunghezza del piede tra 18 e 20 mm, la lunghezza delle orecchie tra 9,0 e 11 mm.

### Aspetto
La pelliccia è corta. Il corpo è completamente grigio-brunastro scuro. Le orecchie sono grigio scure, gli occhi sono relativamente piccoli. Le parti dorsali delle zampe sono bianche. La coda è più lunga della testa e del corpo, uniformemente marrone scura con la punta bianca. Sono presenti 15-18 anelli di scaglie per centimetro.

## Biologia

### Comportamento
È una specie terricola.

## Distribuzione e habitat
Questa specie è diffusa nell'Owen Stanley Range, nell'estrema parte orientale della cordigliera centrale della Nuova Guinea.
Vive nelle foreste muschiose montane tra 590 e 1.570 metri di altitudine.

## Conservazione
Questa specie, essendo stata scoperta solo recentemente, non è stata sottoposta ancora a nessun criterio di conservazione.